# Hôtel Lully
L'hôtel Lully est un hôtel particulier situé à l'angle du 45, rue des Petits-Champs et 47, rue Sainte-Anne, dans le 1er arrondissement de Paris.
Il est construit pour Jean-Baptiste Lully, par l'architecte Daniel Gittard, élève de Louis Le Vau.

## Situation et accès
Situé à l'angle du 45, rue des Petits-Champs et du 47, rue Sainte-Anne le bâtiment est accessible  par les lignes de métro 7 et 14 à la station Pyramides.

## Historique
Le surintendant de la musique du Roi, Jean-Baptiste Lully, qui habitait déjà le quartier acheta à Prosper Bauyn,  un conseiller du roi, à son épouse Gabrielle Choart de Busenval et au seigneur de la Verrière pour 22 680 livres un terrain. Après avoir emprunté à Molière 11 000 livres, il fait construire, en 1670, un hôtel particulier par l'architecte Daniel Gittard, élève de Louis Le Vau,.
Une partie du bâtiment servit de demeure à Lully et sa famille, composée de sa femme et six enfants tandis que l'autre partie fut louée à des marchands
Il quitta cet hôtel en 1683 pour habiter une autre maison qu'il possédait à la Ville l'Évêque (28-30 rue Boissy-d'Anglas) où il mourut.

## Protection
L'hôtel fait l’objet d’une inscription au titre des monuments historiques depuis le 13 juillet 1927